# لحم ضأن بالخشخاش
لحم الضأن بالخشاش أو الخشخاش بحلم الضأن (بالتركية: Gelincik yemeği)‏ هو طبق معروف في ساحل بحر إيجة وجزر بحر إيجة التركي واليوناني. المكونات هي خشخاش منثور وقطع لحم الضأن والبصل وعصير نصف ليمونة ودقيق وزبدة وملح.